# Rhaconotus schoenobivorus
Rhaconotus schoenobivorus är en stekelart som först beskrevs av Sievert Allen Rohwer 1919.  Rhaconotus schoenobivorus ingår i släktet Rhaconotus och familjen bracksteklar. Inga underarter finns listade i Catalogue of Life.